# گیم آواردز ۲۰۲۳
گیم آواردز ۲۰۲۳ (انگلیسی: The Game Awards 2023) نام مراسم اهدا جوایز به بهترین بازی‌های سال ۲۰۲۳ که در ۷ دسامبر ۲۰۲۳ برگزار شد. این دهمین مراسمی بود که همانند دوره‌های قبل توسط جف کیلی میزبانی شد و در حضور تماشاگران در تئاتر مایکروسافت در لس آنجلس، کالیفرنیا برگزار شد. مراسم توسط گیم اواردز به صورت زنده برگزار گردید و همزمان در چندین پلتفرم آنلاین در سراسر جهان پخش زنده شد که شامل اجرای موسیقی و هنرنمایی میهمانان سلبریتی مشهور از جمله تیموتی شالامی، کریستوفر جاج، و متیو مک‌کانهی بود.
بالدورز گیت ۳ با ۹ نامزدی، بیشترین نامزدی را دریافت کرد و در انتها همین بازی بیشترین تعداد جایزه و جایزه بهترین بازی سال را از مراسم گیم آواردز دریافت کرد.

## بازی‌های معرفی شده
در این مراسم، بازی‌هایی که قصد انتشار در آینده را دارند، به صورت پیش‌نمایش معرفی شدند که به شرح زیر است:
- افسانه سیاه: ووکونگ
- اودی
- شورش در شهر: انقلاب
- برادرها: افسانه دو پسر
- تولد دوباره فاینال فانتزی ۷
- فاینال فانتزی ۱۶
- اوت‌لست: آزمایش‌ها
- شاهزاده ایرانی: تاج گمشده
- اسکال اند بونز
- قیام رونین
- مانستر هانتر واید
- مارول بلید
- جهان گو ۲

## نامزدها
| بازی سال گیم آواردز | بهترین کارگردانی |
| --- | --- |
| - بالدورز گیت ۳ – لاریان استودیوز - آلن ویک ۲ – رمدی انترتینمنت / اپیک گیمز - افسانه زلدا: اشک پادشاهی – نینتندو - مرد عنکبوتی ۲ – اینسامنیاک گیمز / سونی اینتراکتیو انترتینمنت - رزیدنت ایول ۴ – کپ‌کام - شگفتی برادران سوپر ماریو – نینتندو                                                                               | - آلن ویک ۲ – رمدی انترتینمنت / اپیک گیمز - بالدورز گیت ۳ – لاریان استودیوز - افسانه زلدا: اشک پادشاهی – نینتندو - مرد عنکبوتی ۲ – اینسامنیاک گیمز / سونی اینتراکتیو انترتینمنت - شگفتی برادران سوپر ماریو – نینتندو                                                            |
| بهترین روایت | بهترین کارگردان هنری |
| - آلن ویک ۲ – رمدی انترتینمنت / اپیک گیمز - بالدورز گیت ۳ – لاریان استودیوز - سایبرپانک ۲۰۷۷ – سی‌دی پراجکت / سی‌دی پراجکت - فاینال فانتزی ۱۶ – اسکوئر انیکس - مرد عنکبوتی ۲ – اینسامنیاک گیمز / سونی اینتراکتیو انترتینمنت                                                                                                  | - آلن ویک ۲ – رمدی انترتینمنت / اپیک گیمز - های-فای راش – تانگو گیم‌ورکس / بتزدا سافت‌ورکز - افسانه زلدا: اشک پادشاهی – نینتندو - دروغ‌های پی – راند ایت استودیو - شگفتی برادران سوپر ماریو – نینتندو                                                                              |
| بهترین موسیقی | بهترین طراحی صدا |
| - فاینال فانتزی ۱۶ – ماسایوشی سوکن - بالدورز گیت ۳ – بورسلاو اسلوفو - آلن ویک ۲ – پتری آلانکو - های-فای راش – سوئیشی کوبوری - افسانه زلدا: اشک پادشاهی – نینتندو | - های-فای راش – تانگو گیم‌ورکس / بتزدا سافت‌ورکز - آلن ویک ۲ – رمدی انترتینمنت / اپیک گیمز - فضای مرده (بازی ویدئویی ۲۰۲۳) – موتیو استودیوز / الکترونیک آرتس - مرد عنکبوتی ۲ – اینسامنیاک گیمز / سونی اینتراکتیو انترتینمنت - رزیدنت ایول ۴ – کپ‌کام                               |
| بهترین اجرا | بهترین بازی تأثیر گذار |
| - نیل نیوبون در نقش آستاریون – بالدورز گیت ۳ - ملانی لیبرد در نقش ساگا اندرسون – آلن ویک ۲ - یوری لوونتهال در نقش پیتر پارکر – مرد عنکبوتی ۲ - کامرون مانهن در نقش کال کستیس – جنگ ستارگان جدای: بازمانده - ادریس البا در نقش سالامون رید – سایبرپانک ۲۰۷۷ - بن استار در نقش کلایو راسفیلد – فاینال فانتزی ۱۶              | - چیا – آواسب - شعارهای سنار –فوکوس هوم اینتراکتیو - گودبای ولکانو هاب – کو-اوپ - سیاره بدون شرط – توگ پروداکشن - ترا نیل – دیوولور دیجیتال - ونبا – وایزی گیمز |
| بهترین بازی موبایل | بهترین بازی واقعیت مجازی |
| - هونکای – می‌هویو / می‌هویو - فاینال فانتزی اور کرایسیس، اسکوئر انیکس / اسکوئر انیکس - جزیره ماجراجویی کیتی– سان بلینک - اکنون مانستر هانتر – نیانتیک، کپ‌کام - ترا نیل–یوولور دیجیتال | - رزیدنت ایول روستا – کپ‌کام - هیومنیتی – انهانس گیم - هورایزن آوای کوه – گوریلا گیمز، فایراسپرایت / سونی اینتراکتیو انترتینمنت - گرن توریسمو ۷ – پولی‌فونی دیجیتال / سونی اینتراکتیو انترتینمنت - سیناپس –اندریم                                                                 |
| بهترین بازی اکشن | بهترین بازی ماجراجویی |
| - Armored Core VI: Fires of Rubicon – فرام سافتور / بندای نامکو انترتینمنت - جزیره مرده ۲ – دامباستر / دیپ سیلور - Ghostrunner 2 – One More Level / ۵۰۵ گیمز - Hi-Fi Rush – تانگو گیم‌ورکس / بتزدا سافت‌ورکز - Remnant 2 – Gunfire Games / گیرباکس سافت‌ور                                                                    | - افسانه زلدا: اشک پادشاهی – نینتندو - آلن ویک ۲ – رمدی انترتینمنت / اپیک گیمز - مرد عنکبوتی ۲ (بازی ویدئویی ۲۰۲۳) – اینسامنیاک گیمز / سونی اینتراکتیو انترتینمنت - رزیدنت ایول ۴ (بازی ویدئویی ۲۰۲۳) – کپ‌کام - جنگ ستارگان جدای: بازمانده – رسپاون انترتینمنت / الکترونیک آرتس |
| بهترین بازی نقش‌آفرینی | بهترین بازی مبارزه‌ای |
| - بالدورز گیت ۳ – لاریان استودیوز - فاینال فانتزی ۱۶ – اسکوئر انیکس - دروغ‌های پی – Round8 Studio / Neowiz - Sea of Stars – Sabotage Studio - استارفیلد – بتسدا گیم استودیوز / بتزدا سافت‌ورکز | - - - مبارز خیابانی ۶ – کپ‌کام - God of Rock – Modus Games - Nickelodeon All-Star Brawl 2 – Fair Play Labs / GameMill Entertainment - Pocket Bravery – Statera Studio / PQube - * مورتال کامبت ۱ – ندررلم استودیوز / سرگرمی تعاملی برادران وارنر                                 |
| بهترین بازی خانوادگی | بهترین بازی استراتژی |
| - شگفتی برادران سوپر ماریو – نینتندو - Party Animals – Recreate Games / Source Technology - Pikmin 4 – Nintendo EPD / نینتندو - Sonic Superstars – آرزست، سونیک تیم / سگا - Disney Illusion Island – Dlala Studios / دیزنی اینتراکتیو                                                                                      | - Pikmin 4 – Nintendo EPD / نینتندو - Cities: Skylines II – کلوسال اردر / پارادوکس اینتراکتیو - گروهان قهرمانان ۳ – Relic Entertainment / سگا - Fire Emblem Engage – اینتلیجنت سیستمز / Nintendo - Advance Wars 1+2: Re-Boot Camp – وی‌فوروارد / نینتندو                         |
| بهترین بازی ورزشی | بهترین بازی چند نفره |
| - فورزا موتور اسپورت – ترن ۱۰ استودیوز / ایکس‌باکس گیم استودیوز - F1 23 – کدمسترز / ای‌ای اسپورتس - ای‌ای اسپورتس اف سی ۲۴ – الکترونیک آرتس کانادا، الکترونیک آرتس / ای‌ای اسپورتس - چرخ داغ رهاشده ۲ – مایلستون کورپوریشن - کرو موتورفست – یوبی‌سافت                                                                           | - بالدورز گیت ۳ – لاریان استودیوز - دیابلو ۴ – بلیزارد انترتینمنت - پارتی انیمالز – سورس تکنولوژی - مبارز خیابانی ۶ – کپ‌کام - شگفتی برادران سوپر ماریو – نینتندو |
| بهترین قابلیت دسترسی | بهترین فیلم/سریال بر پایه بازی}} |
| - فورزا موتور اسپورت – ترن ۱۰ استودیوز / ایکس‌باکس گیم استودیوز - دیابلو ۴ – بلیزارد انترتینمنت، بلیزارد انترتینمنت - Hi-Fi Rush – تانگو گیم‌ورکس / بتزدا سافت‌ورکز - مرد عنکبوتی ۲ – اینسامنیاک گیمز / سونی اینتراکتیو انترتینمنت - مورتال کامبت ۱ – ندررلم استودیوز / سرگرمی تعاملی برادران وارنر - مبارز خیابانی ۶ – کپ‌کام | - آخرین بازمانده از ما) – از سونی اینتراکتیو انترتینمنت - گرن توریسمو – پلی‌استیشن پروداکشنز / گروه سینمایی سونی پیکچرز - کسلوانیا - / نتفلیکس - فیلم برادران سوپر ماریو ایلومینیشن، نینتندو - فلز درهم‌تنیده از سونی اینتراکتیو انترتینمنت                                       |
| بهترین بازی مورد انتظار | بهترین بازی به انتخاب مخاطب |
| - فاینال فانتزی: تولد دوباره – اسکوئر انیکس / اسکوئر انیکس - هادس (بازی ویدئویی) – سوپرجاینت گیمز - مثل یک اژدها: ثروت بی‌نهایت – سگا - جنگ ستارگان: قانون شکنان – مسیو انترتینمنت / یوبی‌سافت - تکن ۸ – بندای نامکو استودیوز، آریکا کورپوریشن / بندای نامکو انترتینمنت                                                      | - بالدورز گیت ۳ – لاریان استودیوز - سایبرپانک ۲۰۷۷ – سی‌دی پراجکت / سی‌دی پراجکت - گنشین ایمپکت – می‌هویو / HoYoverse - افسانه زلدا: اشک پادشاهی' – نینتندو - مرد عنکبوتی ۲ – اینسامنیاک گیمز / سونی اینتراکتیو انترتینمنت                                                         |

## بازی‌هایی با چندین نامزدی
| تعداد نامزد | نام بازی                   |
| ----------- | -------------------------- |
| ۸           | آلن ویک ۲                  |
| ۸           | بالدورز گیت ۳              |
| ۷           | مرد عنکبوتی ۲              |
| ۵           | افسانه زلدا: اشک پادشاهی   |
| ۴           | سایبرپانک ۲۰۷۷             |
| ۴           | فاینال فانتزی ۱۶           |
| ۳           | رزیدنت ایول ۴              |
| ۳           | مبارز خیابانی ۶            |
| ۲           | دروغ‌های پی                 |
| ۲           | فاینال فانتزی ۱۴           |
| ۲           | فورتزا                     |
| ۲           | دیابلو ۴                   |
| ۲           | مورتال کامبت ۱             |
| ۲           | جنگ ستارگان جدای: بازمانده |
| ۲           | نمایاب                     |